# Jean-Jacques Flipart
Pour les articles homonymes, voir Flipart.
Jean Jacques Flipart, né le 15 février 1719 à Paris et mort dans la même ville en juillet 1782, est un graveur français.

## Biographie
Jean Jacques Flipart naquit à Paris. Son père était le graveur français Jean-Charles Flipart, auprès duquel il reçut sa formation initiale dans l'art de la gravure. Son frère Charles-Joseph Flipart, qui fut remarqué plus tard pour son œuvre gravé et peint reçut aussi sa formation initiale auprès de son père. 
Flipart se forma ensuite auprès du maître français de la gravure Laurent Cars (1699–1771).

## Œuvres

### Gravures
- Le Combat des Lapithes et des Centaures, d'après Bon Boullogne[2]
- La Chasse au tigre, d'après François Boucher[3]
- Concours pour le prix de l'étude des têtes et de l'expression, d'après Charles-Nicolas Cochin[4]
- Justine Favart, d'après Charles Nicolas Cochin[5]
- Portrait de J. B. Greuze, d'après Jean-Baptiste Greuze[6].
- L'Oiseau mort, d'après Jean-Baptiste Greuze[7]
- Le Paralytique servi par ses enfants, d'après Jean-Baptiste Greuze
- L'Accordée de village, d'après Jean-Baptiste Greuze[8]
- Le Gâteau des rois, d'après Jean-Baptiste Greuze.
- La Pelotonneuse, d'après Jean-Baptiste Greuze.
- Portrait de Jacques Dumont le Romain, d'après Maurice-Quentin de La Tour[9].
- La Sainte Famille, d'après Giulio Romano.
- Adam et Ève, d'après Charles-Joseph Natoire[10].
- L'Ouvrière en tapisserie, d'après Jean Siméon Chardin[11]
- La Pelotonneuse, d'après Jean Siméon Chardin[12]
- Le Dessinateur, d'après Jean Siméon Chardin[13].
- l'Orage, d'après Claude Joseph Vernet

Gravures de Jean-Jacques Flipart
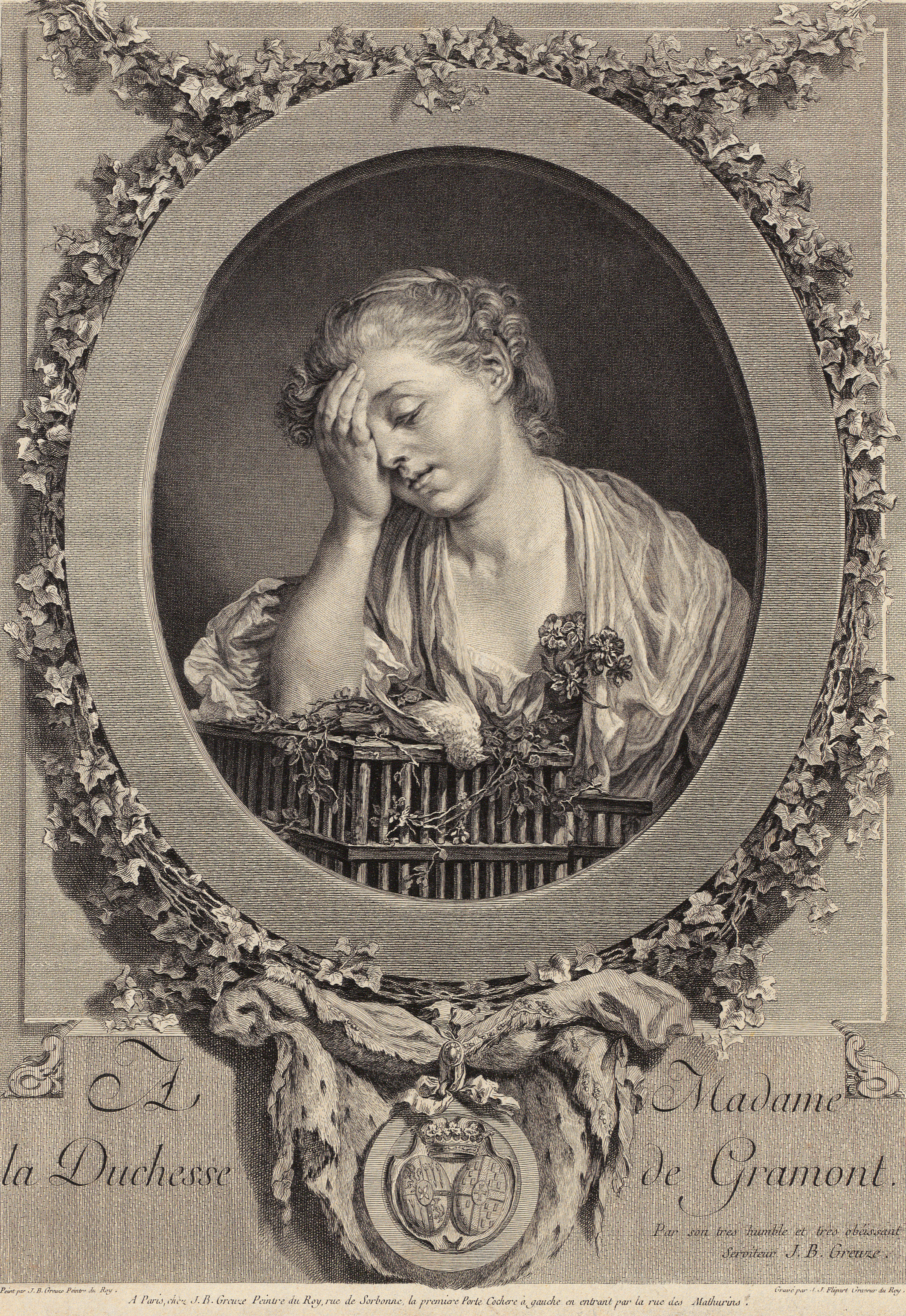
L'Oiseau mort
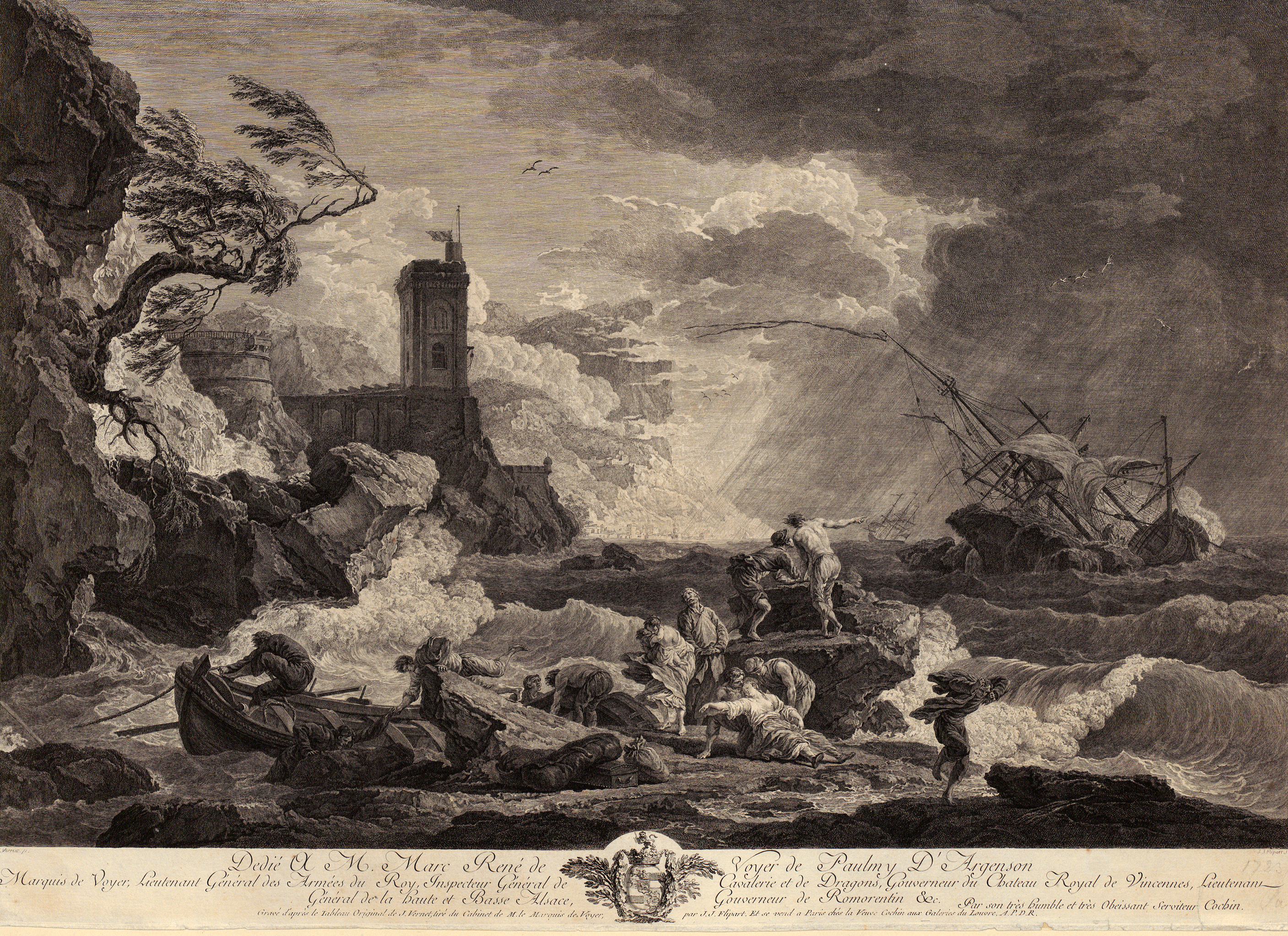
L'Orage,
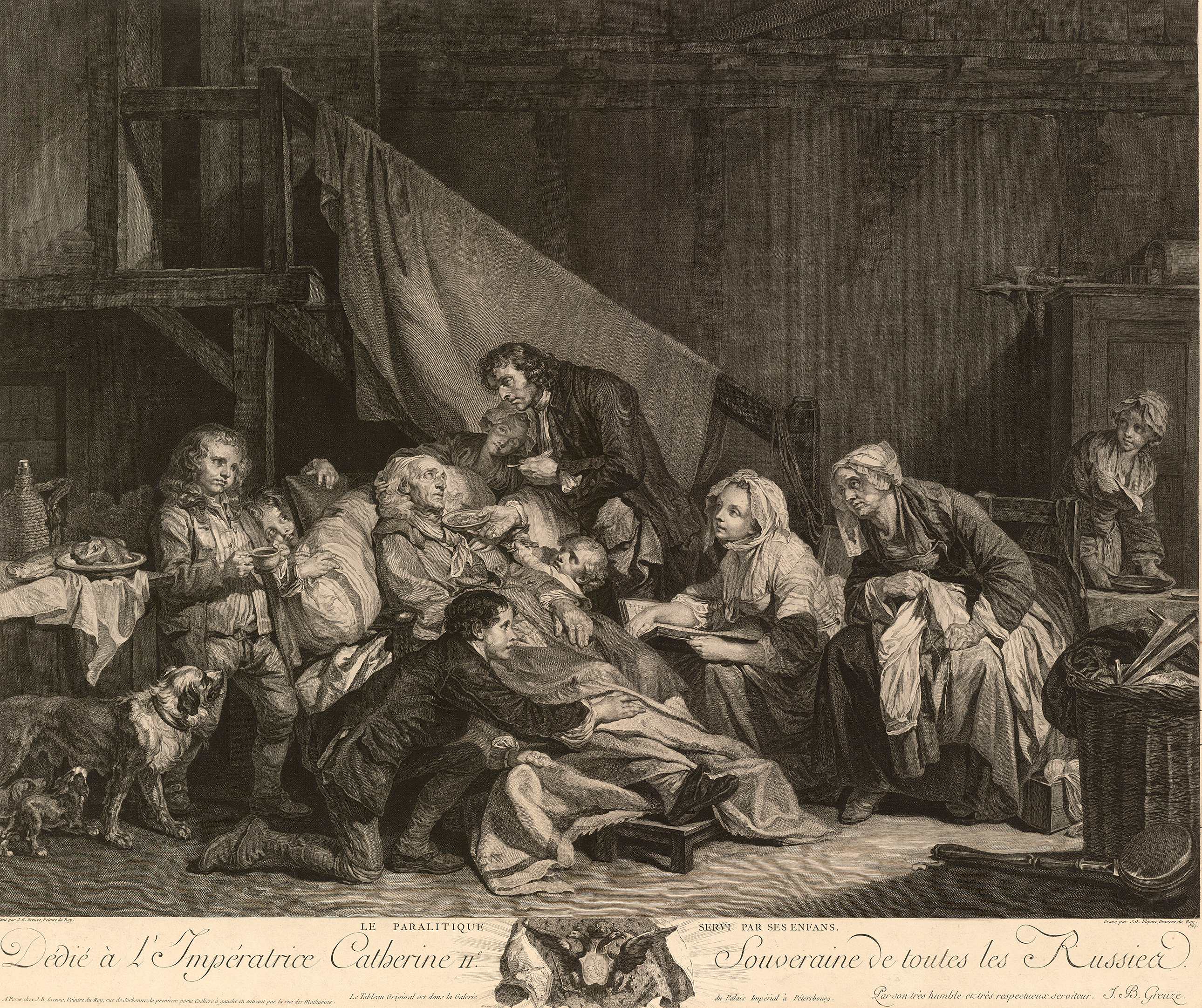
Le Paralytique et ses enfants,
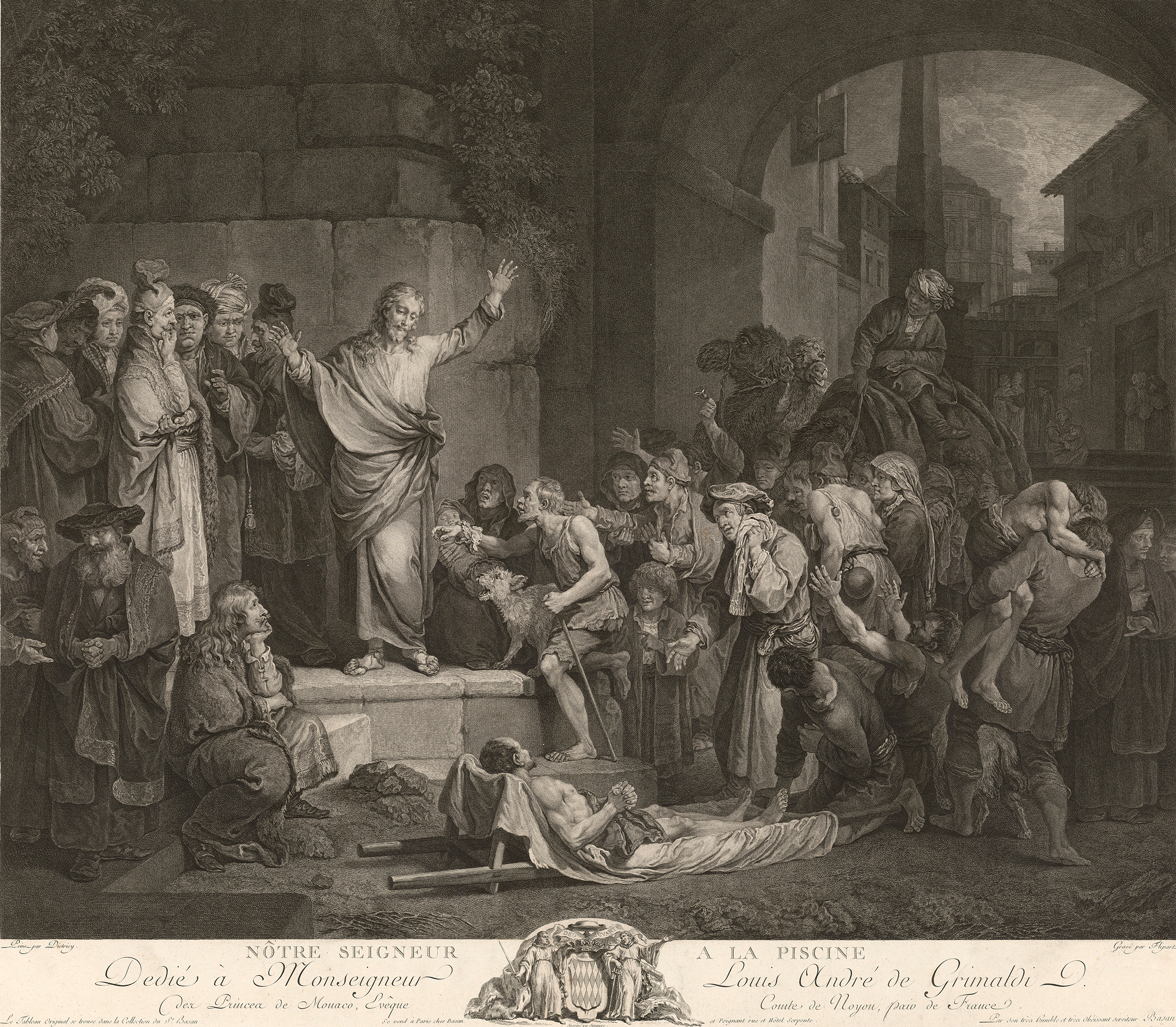
Jésus guérissant un paralysé

### Contributions bibliophiliques
- L'éloge de la Folie traduit du latin d'Érasme par Nicolas Gueudeville, figures gravées d'après Charles Eisen par Jacques-Nicolas Tardieu, Noël Le Mire, Jean-Baptiste Delafosse, Louis Legrand, Jean-Jacques Flipart et Jacques Aliamet, chez Jean-Augustin Grangé, Jacques-François Mérigot, Charles II Robustel et Jean-Noël Le Loup, 1751[14].
- Les Fables de Jean de La Fontaine : pour une édition complète de cet ouvrage parue chez l'éditeur Desaint & Saillant de 1755 à 1759, il grave plusieurs planches d'après les dessins de Jean-Baptiste Oudry à savoir : Le Renard et la cigogne, Le Loup, la mère et l'enfant, Belphégor, L'Homme et son image, Le Lion et l'âne chassant et Le Meunier, son fils et l'âne.

Gravures des fables de Jean de La Fontaine
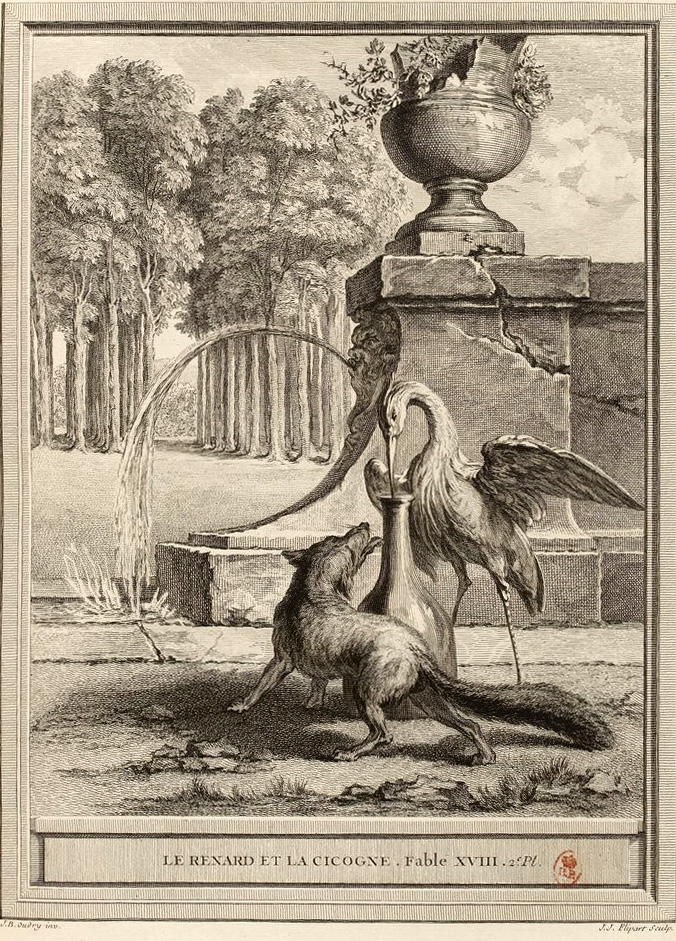
Le Renard et la cigogne
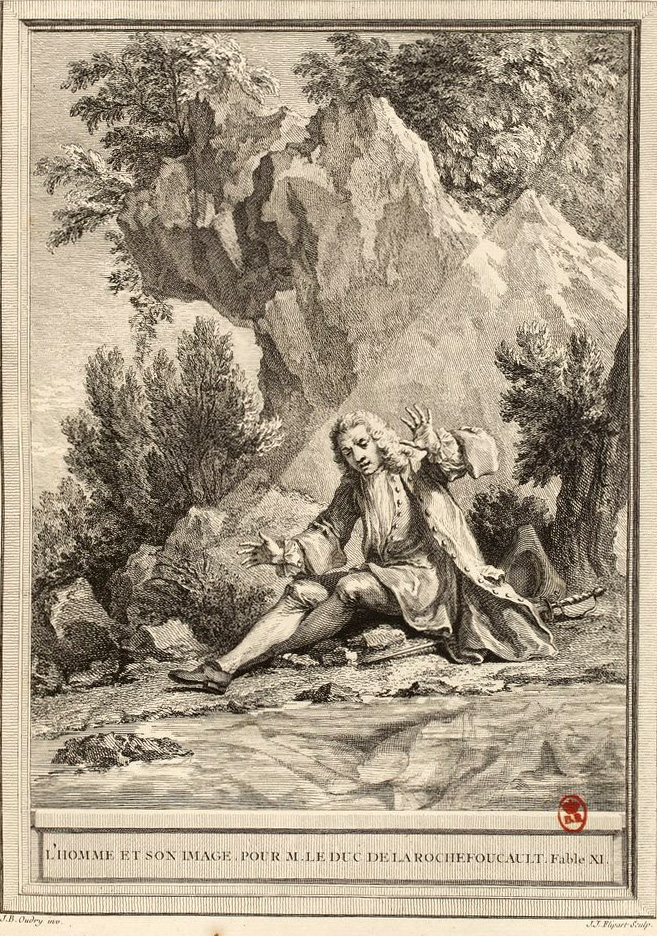
La Fontaine et l'homme
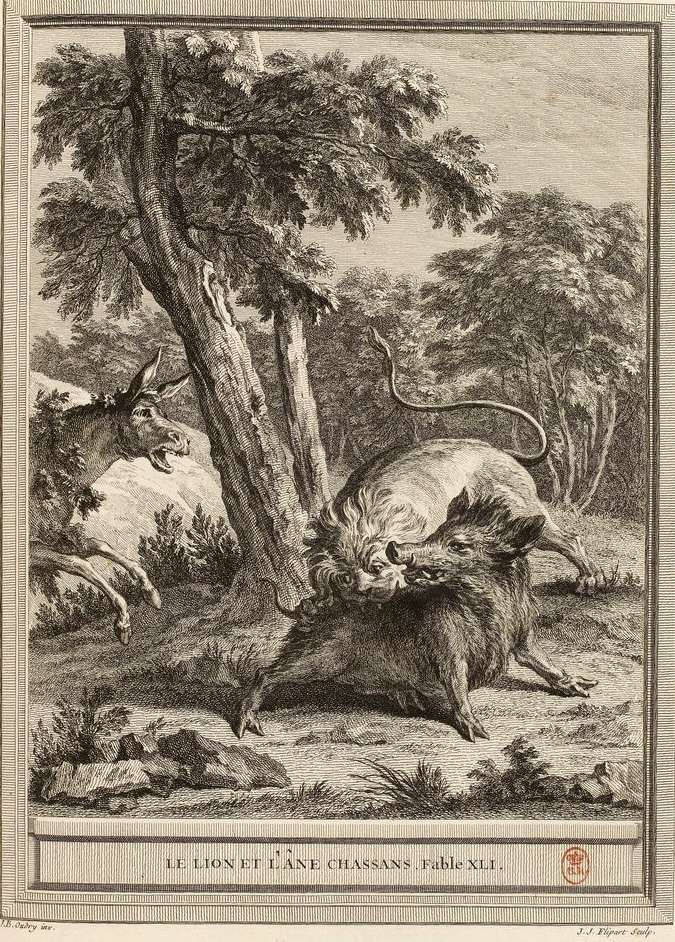
Le Lion et l'âne chassant
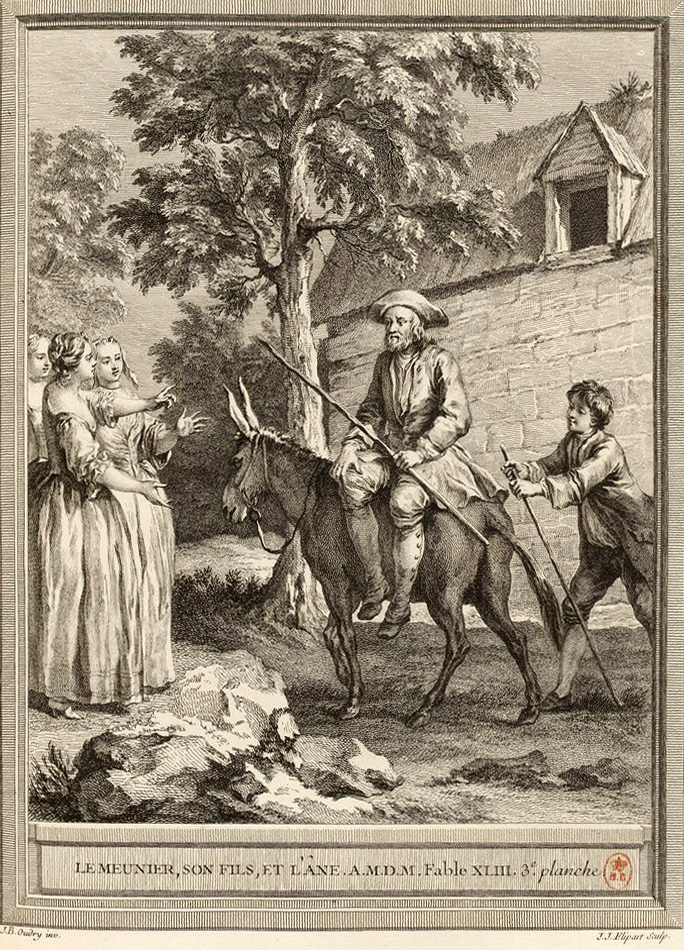
Le Meunier, son fils et l'âne

## Élèves
- Marie-Louise-Adélaïde Boizot.
- Pierre Charles et François Robert Ingouf.